# Christina Koep
Christina Koep (* 18. März 1993 in Köln) ist eine ehemalige deutsche Radrennfahrerin.

## Sportliche Laufbahn
Seit 2005 ist Christina Koep als Radsportlerin aktiv. 2011 wurde sie gemeinsam mit Mieke Kröger und Alina Lange deutsche Vize-Meisterin der Juniorinnen in der Mannschaftsverfolgung, 2014 belegte sie mit Lisa Carolin Happke, Alina Lange und Jenny Heeger Rang drei in der Mannschaftsverfolgung der Elite.
2017 wurde Koep deutsche Meisterin in der Mannschaftsverfolgung, mit Tatjana Paller, Lisa Küllmer und Gudrun Stock.

## Berufliches
Neben ihrer Tätigkeit als Radsportlerin studierte Christina Koep „Ernährung und Gesundheit“ an der Hochschule Niederrhein in Mönchengladbach.

## Erfolge
2017
- Deutsche Meisterin – Mannschaftsverfolgung (mit Lisa Küllmer, Tatjana Paller und Gudrun Stock)